# Fumana arabica
Espèce
Fumana arabica, est un sous-arbrisseau chamaephyte originaire de Méditerranée orientale.

## Synonymes
- Cistus arabicus L.
- Fumana pinatzii Rech.f.
- Fumana viscidula Juz.

## Description
- Petit arbrisseau à tiges poilues, hautes de 10 à 30 cm
- Feuilles alternes, séssiles, longues de 10 mm et larges de 4 mm
- Fleurs jaunes, solitaires ou en grappe lâche[1]

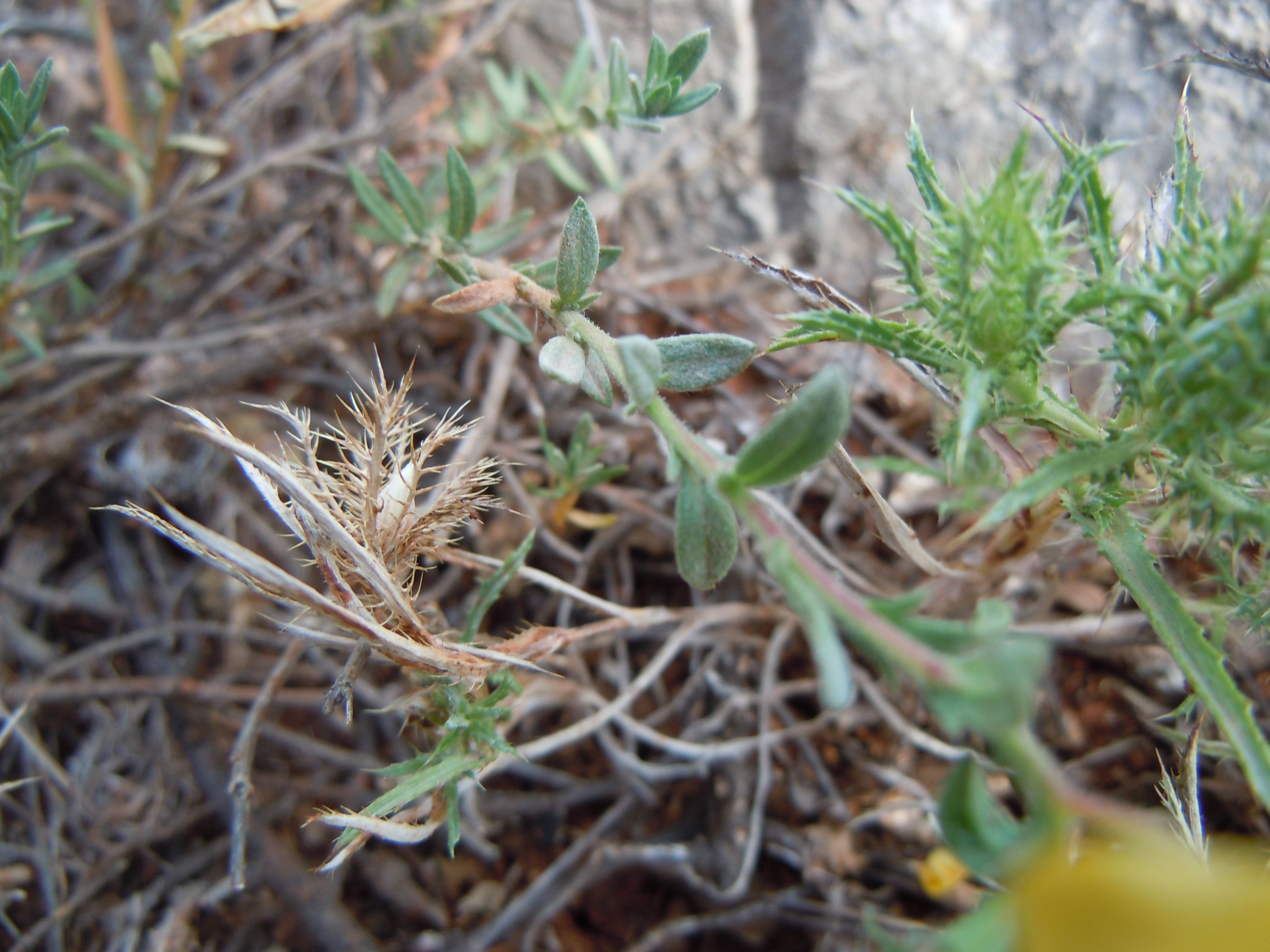
Vue de la tige et des feuilles.

## Répartition
Est du Bassin Méditerranéen (Italie, Grèce, Turquie, Chypre, Israel, Irak, Egypte, Libye, Tunisie)